# Związek Socjalistycznych Republik Radzieckich na zimowych igrzyskach olimpijskich
Związek Socjalistycznych Republik Radzieckich wystartował we wszystkich zimowych IO od zimowych igrzysk w Cortinie d'Ampezzo w 1956 roku do igrzysk w Calgary w 1988. Reprezentowany był przez 473 sportowców (362 mężczyzn i 111 kobiet).

## Klasyfikacja medalowa
| Igrzyska               | Złoto | Srebro | Brąz | Razem |
| ---------------------- | ----- | ------ | ---- | ----- |
| 1956 Cortina d'Ampezzo | 7     | 3      | 6    | 16    |
| 1960 Squaw Valley      | 7     | 5      | 9    | 21    |
| 1964 Innsbruck         | 11    | 8      | 6    | 25    |
| 1968 Grenoble          | 5     | 5      | 3    | 13    |
| 1972 Sapporo           | 8     | 5      | 3    | 16    |
| 1976 Innsbruck         | 13    | 6      | 8    | 27    |
| 1980 Lake Placid       | 10    | 6      | 6    | 22    |
| 1984 Sarajewo          | 6     | 10     | 9    | 25    |
| 1988 Calgary           | 11    | 9      | 9    | 29    |
| Razem                  | 78    | 57     | 59   | 194   |

### Według dyscyplin
| Dyscyplina        | Złoto | Srebro | Brąz | Razem |
| ----------------- | ----- | ------ | ---- | ----- |
| Biegi narciarskie | 25    | 22     | 21   | 68    |
| Łyżwiarstwo szyb. | 24    | 17     | 19   | 60    |
| Łyżwiarstwo fig.  | 10    | 9      | 5    | 60    |
| Biathlon          | 9     | 5      | 5    | 19    |
| Hokej na lodzie   | 7     | 1      | 1    | 9     |
| Saneczkarstwo     | 1     | 2      | 3    | 6     |
| Bobsleje          | 1     | –      | 2    | 3     |
| Skoki narciarskie | 1     | –      | –    | 1     |
| Kom. norweska     | –     | 1      | 2    | 3     |
| Nar. alpejskie    | –     | –      | 1    | 1     |
| Razem             | 78    | 57     | 59   | 194   |